# Padrão de dobras
Um padrão de dobras é uma técnica de representação de origami, que consiste em renderizar em uma imagem a maior parte das dobras necessárias para se completar o modelo final. Esse tipo de diagrama é útil para representar modelos complexos em que o modelo em si não é simples suficiente para diagramá-lo de forma eficiente. Para Robert J. Lang:  
Os padrões de dobras de origami servem a muitos propósitos: para o designer, eles fornecem uma representação estrutural da sua obra de arte. Para a pessoa que dobra, eles podem fornecer sinalizações no caminho para uma dobra. Para um expectador comum, eles fornecem uma maneira alternativa de olhar para o modelo dobrado: em um padrão de dobras, você pode ver tudo o que está oculto no trabalho de dobra. 

## História
O uso de padrões de dobras foi originado com designers como Neal Elias, que os usou para recordar como seus modelos foram feitos. Isso permitiu que designers prolíficos pudessem manter registro de seus modelos e essa técnica logo se consolidou como um método de comunicação de ideias entre esses designers. Após alguns anos desse tipo de uso, designers como Robert J. Lang, Meguro Toshiyuki, Jun Maekawa e Peter Engel começaram a também projetar origamis usando padrões de dobras. Isso lhes permitiu criar com níveis crescentes de complexidade, e a arte do origami alcançou níveis sem precedentes de realismo. Agora, a maioria dos modelos de nível superior é acompanhada por padrões de dobras.